# Scuderia Toro Rosso
Scuderia Toro Rosso (it.: "Stall Röd Tjur") var ett italienskt Formel 1-stall som ägdes av det österrikiska företaget Red Bull och som debuterade 2006. Stallet var systerstall till Red Bull Racing.
De är föregångaren till F1-stallet Scuderia Alpha Tauri.

## Historik
Stallet Toro Rosso bildades genom att det österrikiska energidrycksföretaget Red Bull tog över det italienska formel 1-stallet Minardi den 1 november 2005. Den före detta F1-föraren Gerhard Berger ägde 2006-2008 50 procent av Toro Rosso.  
Debutsäsongen tog man en poäng i USA 2006 och slutade på nionde plats i konstruktörsmästerskapet. Säsongen 2007 slutade Toro Rosso på sjunde plats.
18 mars 2008 meddelade Red Bull-chefen Dietrich Mateschitz att han och Gerhard Berger beslutat att sälja stallet och hoppades att en affär blir klar i slutet av säsongen  2009. Anledningen angavs vara regeländringen till säsongen 2010 att varje stall måste utveckla sin egen bil, vilket gjorde att samarbetet mellan Red Bull-stallet och Toro Rosso då inte längre kunde fortsätta.
Toro Rosso tog sin första pole position och första seger någonsin, då den rekordunge tysken Sebastian Vettel var snabbast i vätan i Italien 2008.
Chassit till 2010 års bil, Toro Rosso STR5, blev det första som Toro Rosso själva byggt sedan övertagandet från Minardi 2006. Tidigare har man delat chassi med sitt systerstall Red Bull Racing.
Den 30 november 2019 meddelade Formel 1 att man hade godkänt en begäran från Red Bull och Toro Rosso om att starta ett nytt stall med namnet Scuderia Alpha Tauri. Namnet är taget från Red Bulls egna modehus med samma namn. I början av 2020 lades Toro Rosso ner medan Alpha Tauri grundades officiellt.

### Pole position

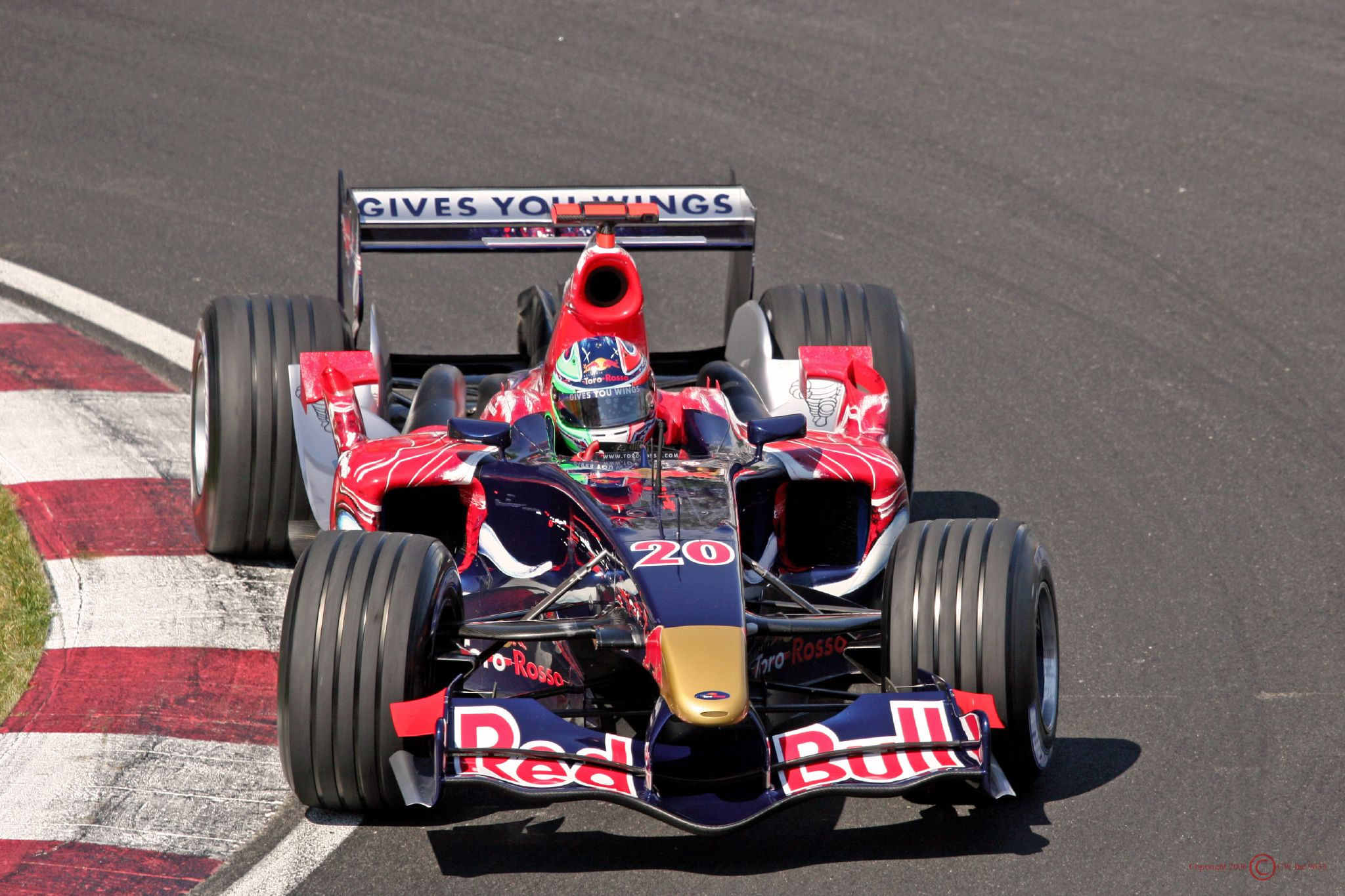
Vitantonio Liuzzi i.

## F1-säsonger
| Säsong | Tävlingsnamn              | Bil                                | Motor                                     | Däck | Poäng | VM-plac. | Förare 1                             | Förare 2                                       |
| ------ | ------------------------- | ---------------------------------- | ----------------------------------------- | ---- | ----- | -------- | ------------------------------------ | ---------------------------------------------- |
| 2006   | Scuderia Toro Rosso       | Toro Rosso STR01                   | Cosworth TJ2005 V10 Cosworth TJ2005-2 V10 | M    | 1     | 9:a      | Vitantonio Liuzzi                    | Scott Speed                                    |
| 2007   | Scuderia Toro Rosso       | Toro Rosso STR02                   | Ferrari V8 Type 056                       | B    | 8     | 7:a      | Vitantonio Liuzzi                    | Scott Speed Sebastian Vettel                   |
| 2008   | Scuderia Toro Rosso       | Toro Rosso STR02B Toro Rosso STR03 | Ferrari V8 Type 056                       | B    | 39    | 6:a      | Sébastien Bourdais                   | Sebastian Vettel                               |
| 2009   | Scuderia Toro Rosso       | Toro Rosso STR04                   | Ferrari V8 Type 056                       | B    | 8     | 10:a     | Sébastien Bourdais Jaime Alguersuari | Sébastien Buemi                                |
| 2010   | Scuderia Toro Rosso       | Toro Rosso STR5                    | Ferrari V8 Type 056                       | B    | 13    | 9:a      | Sébastien Buemi                      | Jaime Alguersuari                              |
| 2011   | Scuderia Toro Rosso       | Toro Rosso STR6                    | Ferrari V8 Type 056                       | P    | 41    | 8:a      | Sébastien Buemi                      | Jaime Alguersuari                              |
| 2012   | Scuderia Toro Rosso       | Toro Rosso STR7                    | Ferrari V8 Type 056                       | P    | 26    | 9:a      | Daniel Ricciardo                     | Jean-Éric Vergne                               |
| 2013   | Scuderia Toro Rosso       | Toro Rosso STR8                    | Ferrari V8 Type 056                       | P    | 33    | 8:a      | Jean-Éric Vergne                     | Daniel Ricciardo                               |
| 2014   | Scuderia Toro Rosso       | Toro Rosso STR9                    | Renault Energy F1-2014                    | P    | 30    | 7:a      | Jean-Éric Vergne                     | Daniil Kvyat                                   |
| 2015   | Scuderia Toro Rosso       | Toro Rosso STR10                   | Renault Energy F1-2015                    | P    | 67    | 7:a      | Max Verstappen                       | Carlos Sainz, Jr.                              |
| 2015   | Scuderia Toro Rosso       | Toro Rosso STR10                   | Renault Energy F1-2015                    | P    | 67    | 7:a      | Max Verstappen                       | Carlos Sainz, Jr.                              |
| 2016   | Scuderia Toro Rosso       | Toro Rosso STR11                   | Ferrari 060 1.6 V6 t                      | P    | 63    | 7:a      | Daniil Kvyat                         | Max Verstappen Carlos Sainz, Jr.               |
| 2017   | Scuderia Toro Rosso       | Toro Rosso STR12                   | Toro Rosso 1.6 V6 t (Renault R.E. 17)     | P    | 53    | 7:a      | Pierre Gasly                         | Daniil Kvyat Brendon Hartley Carlos Sainz, Jr. |
| 2018   | Scuderia Toro Rosso       | Toro Rosso STR13                   | Honda RA618H 1.6 V6 t                     | P    | 33    | 9:e      | Pierre Gasly                         | Brendon Hartley                                |
| 2019   | Red Bull Toro Rosso Honda | Toro Rosso STR14                   | Honda                                     | P    | 85    | 6:a      | Alexander Albon Pierre Gasly         | Daniil Kvyat                                   |

| 1. Italien 2008 | 1. Italien 2008 |